# Svarttjärnen (Silvbergs socken, Dalarna)
Svarttjärnen är en sjö i Säters kommun i Dalarna och ingår i Dalälvens huvudavrinningsområde.